# Akikaze
Die Akikaze (japanisch 秋風 ‚Herbstwind‘) war ein Zerstörer der Minekaze-Klasse der Kaiserlich Japanischen Marine. Sie wurde bis zu ihrer Versenkung am 3. November 1944 im Pazifikkrieg eingesetzt und erlangte als Ort der Hinrichtung mehrerer Zivilisten im Krieg eine gewisse Bekanntheit.

## Klassifizierung
Die Minekaze-Zerstörerklasse wurde direkt nach dem Ersten Weltkrieg in den Jahren 1917 bis 1920 budgetiert. Die Akikaze war das neunte Schiff der Klasse und wurde 1920 von Mitsubishi Nagasaki gebaut. Die absolut baugleichen Schwesterschiffe waren Minekaze, Sawakaze, Okikaze, Shimakaze, Nadakaze, Yakaze, Hakaze, Shiokaze, Yukaze, Tachikaze, Hokaze, Nokaze, Namikaze und Numakaze, die teilweise bei Mitsubishi, teilweise auf der Maizuru Naval Yard gebaut wurden. Die Klasse wurde nach der Minekaze benannt, obwohl dieses Schiff erst als zweites nach der Sawakaze gebaut wurde.

## Zweiter Weltkrieg

### Philippinen
Während des Angriffs auf Pearl Harbour war die Akikaze in Takao stationiert und befand sich in der Vorbereitung der japanischen Invasion auf die Philippinen.

### Rabaul
Danach war das Schiff für Geleitschutzaufgaben im Pazifik in Davao und danach in Rabaul stationiert. Im August 1942 wurde sie dem Flugzeugmutterschiff Akitsushima als Eskorte zugewiesen. Beide Schiffe wurden am 1. September 1942 von B-17-Bombern vor Buka angegriffen, erlitten aber keine schweren Schäden. Vom 8. bis 18. März 1943 war der Zerstörer für Versorgungsfahrten zwischen verschiedenen Inselgarnisonen eingesetzt. Er griff dabei gemeinsam mit zwei anderen Zerstörern am 14. März 1943 ein amerikanisches U-Boot an, vermutlich die Triton.

### Kriegsverbrechen
Die Akikaze lief die Inseln Laurengau und Kairiru an und nahm 46 Zivilisten auf, davon eine größere Anzahl deutscher Missionare, darunter Josef Lörks. Der Befehlshaber der japanischen Bodentruppen mit Hauptquartier in Wewak hatte die 8. Flotte Anfang 1943 gebeten, alle Zivilisten aus Sicherheitsgründen von den Inseln des Sektors zu entfernen.
Am 18. März 1943 erreichte die Akikaze Kavieng und verließ es nach kurzem Aufenthalt wieder. Gemäß den Befragungen eines Besatzungsmitgliedes durch australische Ermittler nach dem Krieg informierte ihn Sabe Tsurukichi, Kommandant des Zerstörers, er habe den Befehl der 8. Flotte aus Rabaul erhalten, die Zivilisten zu erschießen. Etwa 60 Seemeilen südlich der Insel wurden die Personen einzeln an Deck geführt, am Heck aufgestellt und anschließend niedergeschossen, so dass die Körper ins Meer fielen. Ein etwa fünf Jahre altes Kind wurde lebendig über Bord geworfen.
Nachdem die australischen Ermittler nur den Auftrag hatten, nach ihren vermissten Staatsbürgern zu suchen, deren Schicksal sie im Laufe der Untersuchung bereits hatten klären können, übergaben sie ihre Erkenntnisse über die Ereignisse auf der Akikaze an die Amerikaner. Eine weitere Untersuchung fand aber offenbar nicht statt.
Die Deutsche Bischofskonferenz hat die deutschen, katholischen Missionare als Glaubenszeugen in das deutsche Martyrologium des 20. Jahrhunderts aufgenommen.

### Weiterer Kriegsverlauf
Die Akikaze blieb in Rabaul stationiert. Sie wurde am Montag, den 2. August 1943, von australischen PBY-Catalina-Langstreckenaufklärern südlich von Rabaul entdeckt und angegriffen. Treffer im Bereich der Brücke führten zu zahlreichen Verlusten unter der Schiffsbesatzung. 32 Seeleute, einschließlich Kapitän Sabe, wurden getötet.
Das Schiff verlegte für notwendige Reparaturen nach Maizuru, war aber bereits im November 1943 wieder mit Transportaufgaben in die Rabaulregion betraut. Am 7. Dezember 1943 kam es vor Kavieng zu einer Kollision mit der Amagiri, die mittlere Schäden an der Steuerbordseite verursachte. Am 21. Dezember wurde die Akikaze erneut Ziel eines Luftangriffs, erlitt aber nur leichte Schäden durch eine Bombe, die neben dem Schiff explodierte.
Im April 1944 eskortierte sie ein Geleit und war 150 Seemeilen nordwestlich von Woleai an der Rettung der Besatzung des Frachters Matsue Maru beteiligt, der vom U-Boot Harder versenkt worden war.

### Untergang
Im Herbst 1944 fuhr die Akikaze Geleitschutz für einen Verband, der aus den Zerstörern Yūzuki und Uzuki, dem Flugzeugträger Jun’yō und dem Leichten Kreuzer Kiso bestand. Am 3. November schoss das amerikanische U-Boot Pintado vor Luzon einen Torpedofächer auf den Flugzeugträger. Die Akikaze schob sich in die Laufbahn der Torpedos und erhielt mehrere Treffer. Der Zerstörer sank mit seiner gesamten Besatzung, alle übrigen Schiffe des Geleits entkamen.
Am 10. Januar 1945 wurde die Akikaze aus dem Schiffsregister gestrichen.

## Bemerkungen
1. ↑  Entgegen den Berichten der australischen Untersuchungskommission von 1946 geben einige Veröffentlichungen dem Schiff, auf dem die Hinrichtungen durchgeführt wurden, den Namen Akikaze-Maru, was keine Bezeichnung für einen Zerstörer wäre, sondern durch den Namenszusatz „Maru“ auf ein Frachtschiff hindeutet. So in John Garrett: Where Nets Were Cast. Christianity in Oceania Since World War II. Institute of Pacific Studies, 1997, ISBN 982-02-0121-7, S. 27.